# Dicranaceae
Dicranaceae  es una familia de musgos perteneciente al orden Dicranales.
Según The Plant List comprende 90 géneros con 4201 especies descritas y de estas, solo 2117 aceptadas.

## Taxonomía
La familia fue descrita por Guillaume Philippe Schimper y publicado en Corollarium Bryologiae Europaeae  11. 1856. El género tipo es: Dicranum

## Géneros
| - Anisothecium - Aongstroemia - Aongstroemiopsis - Arctoa - Atractylocarpus - Austinella - Braunfelsia - Brothera - Brotherobryum - Bryohumbertia - Bryotestua - Camptodontium - Campylopodiella - Campylopodium - Campylopus - Cardotia - Cecalyphum - Chorisodontium - Cladophascum - Cladopodanthus - Cnestrum - Cryptodicranum - Cynodontiella - Cynodontium - Dichodontium - Dicnemoloma - Dicranella - Dicranodon - Dicranodontium - Dicranoloma - Dicranoweisia - Dicranum - Diobelon - Diobelonella - Eucamptodontopsis - Gongronia - Holodontium - Holomitriopsis - Holomitrium - Hygrodicranum - Hymenoloma - Kiaeria - Kingiobryum - Leptotrichella - Leucobryum | - Leucoloma - Macrodictyum - Mesotus - Metzlerella - Metzleria - Microcampylopus - Microdus - Mitrobryum - Muscoherzogia - Nanomitriopsis - Ochrobryum - Oncophorus - Oreas - Oreoweisia - Orthodicranum - Orthopus - Palaeocampylopus - Paraleucobryum - Parisia - Pilopogon - Pilopogonella - Platyneuron - Pocsiella - Poecilophyllum - Polymerodon - Pseudephemerum - Pseudochorisodontium - Pseudohyophila - Saproma - Schistomitrium - Schliephackea - Sclerodontium - Scytalina - Solmsia - Sphaerothecium - Spirula - Sporledera - Steyermarkiella - Symblepharis - Teretidens - Terrestria - Thiemea - Thysanomitrion - Trichodontium - Werneriobryum |